# Parco seminazionale di Okinawa Senseki
Il parco seminazionale di Okinawa Senseki (沖縄戦跡国定公園?,  Okinawa Senseki Kokutei Kōen) è un parco seminazionale giapponese di 3 127 ettari situato nella parte meridionale di Okinawa. Ospita alcuni monumenti dedicati alla memoria dei 200 000 morti della seconda guerra mondiale, situati nei vecchi campi di battaglia.

## Storia
Nel 1945 il luogo dove ora sorge il parco fu una delle sedi della celebre battaglia di Okinawa, durante la seconda guerra mondiale. Dopo l'entrata in guerra del Giappone nel 1941, Okinawa divenne obiettivo principale delle forze alleate. Il Paese asiatico inviò oltre 116 000 soldati a Okinawa, mentre i residenti vennero spostati nella parte nord dell'isola, anche se molti di essi rimasero nella parte meridionale, a causa di un'organizzazione insufficiente.
Le truppe statunitensi iniziarono l'attacco a Okinawa il 26 marzo 1945, sbarcando nel mezzo della costa occidentale dell'isola il 1º aprile, seguita dalla divisione dell'esercito del Giappone.
Molti dei residenti dell'isola furono coinvolti nella battaglia e rimasero uccisi, diventando protagonisti di una delle peggiori battaglie nella storia del Giappone. Più di 94 000 soldati giapponesi persero la vita, insieme a un numero uguale di civili giapponesi e altri 12 000 soldati americani.
Ogni anno, nella prefettura di Okinawa, si svolge una cerimonia commemorativa il 23 giugno, giorno della fine della battaglia.

## Geografia
Fu istituito parco prefettizio nel 1965, diventando parco seminazionale nel 1972. Il parco si estende per 3 127 ettari nella zona al margine meridionale dell'isola di Okinawa, estendendosi in larghezza da est a ovest per circa 10 km e da nord a sud per circa 5 km; inoltre si trova a circa 12 km a sud dal centro della città di Naha.
Nel parco sono presenti numerosi cenotafi eretti in memoria delle vittime della battaglia di Okinawa, nonché un parco memoriale della Pace.

## Monumenti

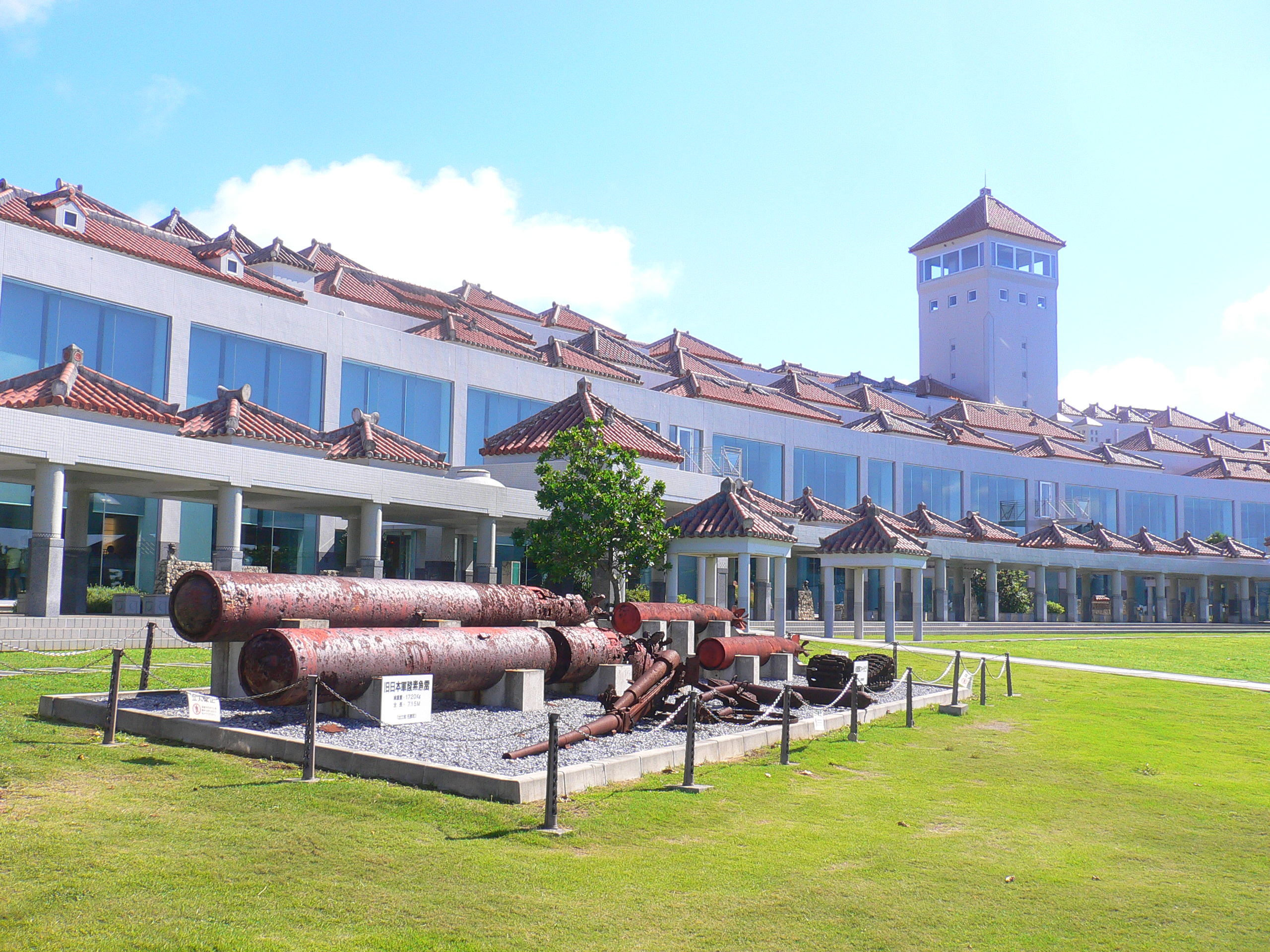
Il museo memoriale della Pace di Okinawa.

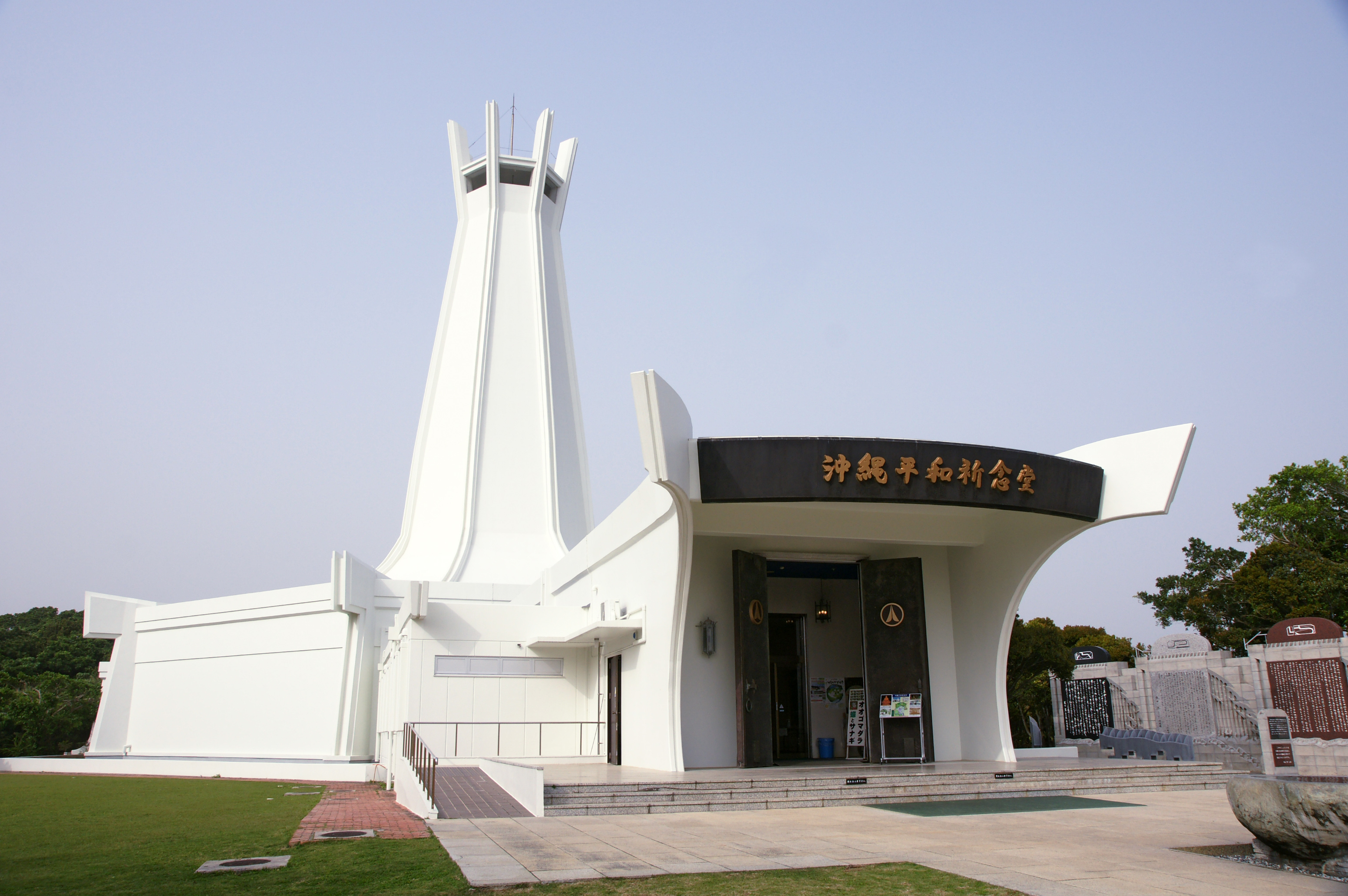
Peace memorial hall.

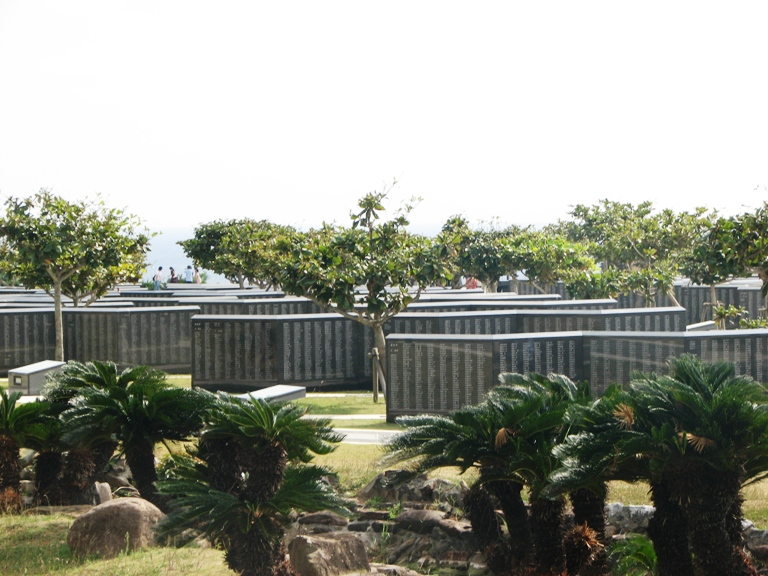
Pietra angolare della Pace.

### Parco memoriale della Pace
Il parco memoriale della Pace è situato sulla collina Mabuni vicino alla costa meridionale dell'isola di Okinawa, laddove un tempo si trovava il quartier generale dell'esercito giapponese. Ora nel parco sono presenti varie testimonianze della battaglia, oltre a numerosi servizi. Durante il capodanno giapponese, il parco viene illuminato, facendo parte delle attrazioni della città di Itoman, attirando migliaia di visitatori.

#### Museo memoriale della Pace
Il museo situato all'interno del parco presenta la battaglia dal punto di vista dei residenti, con numerose foto, articoli e testimonianze delle persone che hanno vissuto la battaglia in prima persona. Gli oggetti esposti sono suddivisi in cinque aree separate che ripercorrono la storia di Okinawa illustrando gli eventi della seconda guerra mondiale, la battaglia di Okinawa (tre aree sono dedicate ad essa), e il periodo del dopoguerra che mostra il modo in cui Okinawa venne trasformata sotto l'occupazione militare statunitense. Vi è anche una mostra pensata appositamente per i bambini per insegnare loro l'importanza della vita umana e per cercare di coltivare in loro il desiderio di pace per il futuro.

#### Peace memorial hall
Il Peace memorial hall, inaugurato nel 1978, è una sala di forma ettagonale con un campanile alto 45 metri in cui si svolge, durante l'ultimo dell'anno, una cerimonia con offerte e preghiere in onore dei morti durante la battaglia di Okinawa. Poco prima dello scoccare della mezzanotte, la cosiddetta “fiamma della preghiera” viene calata dal campanile come segno di buon auspicio e benvenuto per il nuovo anno. La “campana della pace” esegue dei rintocchi, mentre i partecipanti cantano cori solenni e accendono la grande fiamma con le loro torce.
La forma della struttura rappresenta i sette mari che uniscono le mani in preghiera, e per gli abitanti di Okinawa, ma anche per tutti i cittadini giapponesi, rappresenta un simbolo di pace nel mondo che trascende le ideologie e le religioni. All'interno della sala, è presente una statua memoriale di Buddha che ha avuto bisogno più di diciotto anni per essere costruita, ed è inoltre presente un museo d'arte che espone capolavori di grandi artisti giapponesi.

#### Pietra angolare della Pace
La Pietra angolare della Pace (平和の礎?,  Heiwa no Ishiji) è stata inaugurata il 23 giugno 1995 durante la cerimonia del cinquantesimo anniversario della Battaglia di Okinawa e della fine della seconda guerra mondiale. È stata eretta per ricordare le vittime della guerra e pregare per la loro pace, sensibilizzare le persone sul tema della guerra, e ha la funzione di luogo di meditazione e di apprendimento.
Il monumento è composto da archi concentrici di steli di granito nero o byōbu. Su questi sono incisi i nomi di tutti coloro che persero la vita durante la battaglia, a prescindere dalla nazionalità e dallo stato civile o militare. I nomi sono trascritti in ordine orizzontale da sinistra a destra, nell'alfabeto originario del luogo di nascita. Il monumento è composto da una serie di circa 116 pietre, con il testo che raggiunge una lunghezza totale di 2 200 metri.

#### Cimitero Nazionale delle vittime della Battaglia di Okinawa
È il cimitero dove risposano le vittime della battaglia di Okinawa, dove si calcola siano circa 180 000 le persone sepolte. Durante le cerimonie per commemorare la fine della battaglia e della guerra sono soventi le visite dell'Imperatore e del Primo Ministro, che si recano nella prefettura per rendere omaggio alle vittime e stare vicino ai familiari di questi ultimi. Durante la cerimonia si osserva un minuto di silenzio in memoria dei caduti, si leggono poesie a loro dedicate e, se presenti, l'Imperatore o il Primo Ministro tengono un discorso sulla pace.

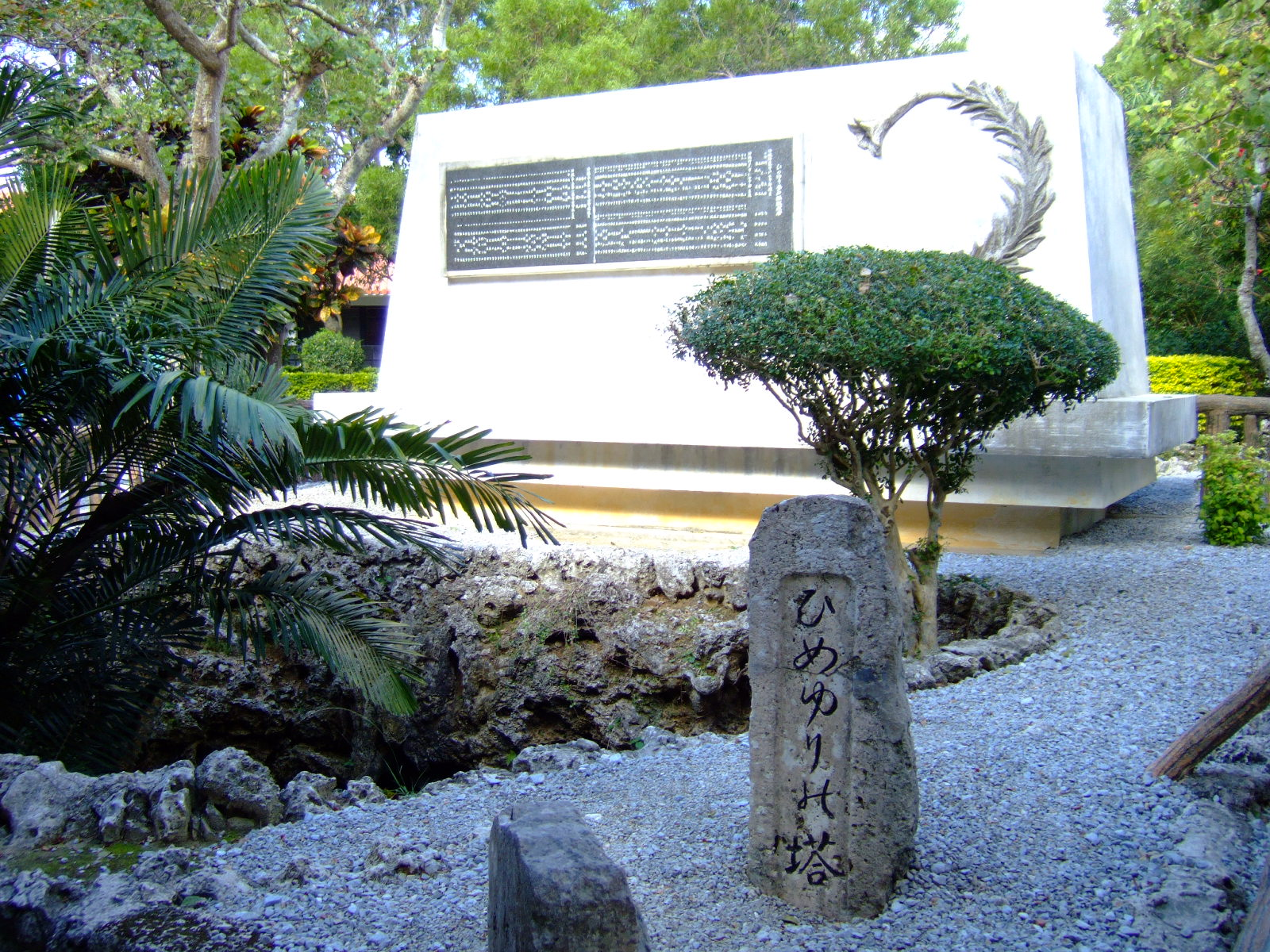
La torre di Hameyuri.

### Torre di Himeyuri
La torre di Himeyuri è una piccola torre in pietra situata a circa 3,5 km ad ovest del Parco memoriale della Pace, eretta in ricordo di 222 studentesse e 18 insegnanti di una scuola superiore che nel marzo 1945 si unirono all'esercito giapponese svolgendo il ruolo di infermiere e organizzando un ospedale militare nei rifugi sotterranei vicino a Naha. La squadra venne soprannominata Himeyuri Gakutotai (corpo della stella gigliata). Tuttavia, in maggio gli attacchi da parte delle truppe americane divennero sempre più insistenti, e una parte di esse irruppero all'interno dell'ospedale ingaggiando battaglia con l'esercito giapponese. Nella confusione, i militari giapponesi abbandonarono le infermiere, che rimasero vittime negli scontri; anche le ragazze superstiti furono inseguite e uccise o costrette a suicidarsi.
Questa tragica storia è stata ripresa da un romanzo e alcuni film, e molti giapponesi sono a conoscenza dell'episodio. Il luogo è tuttora meta di numerosi visitatori. La torre fu costruita nel 1946 vicino ai rifugi sotterranei.
Successivamente fu costruito anche un cenotafio di grandi dimensioni, insieme a un museo inaugurato nel 1989.

## Galleria d'immagini

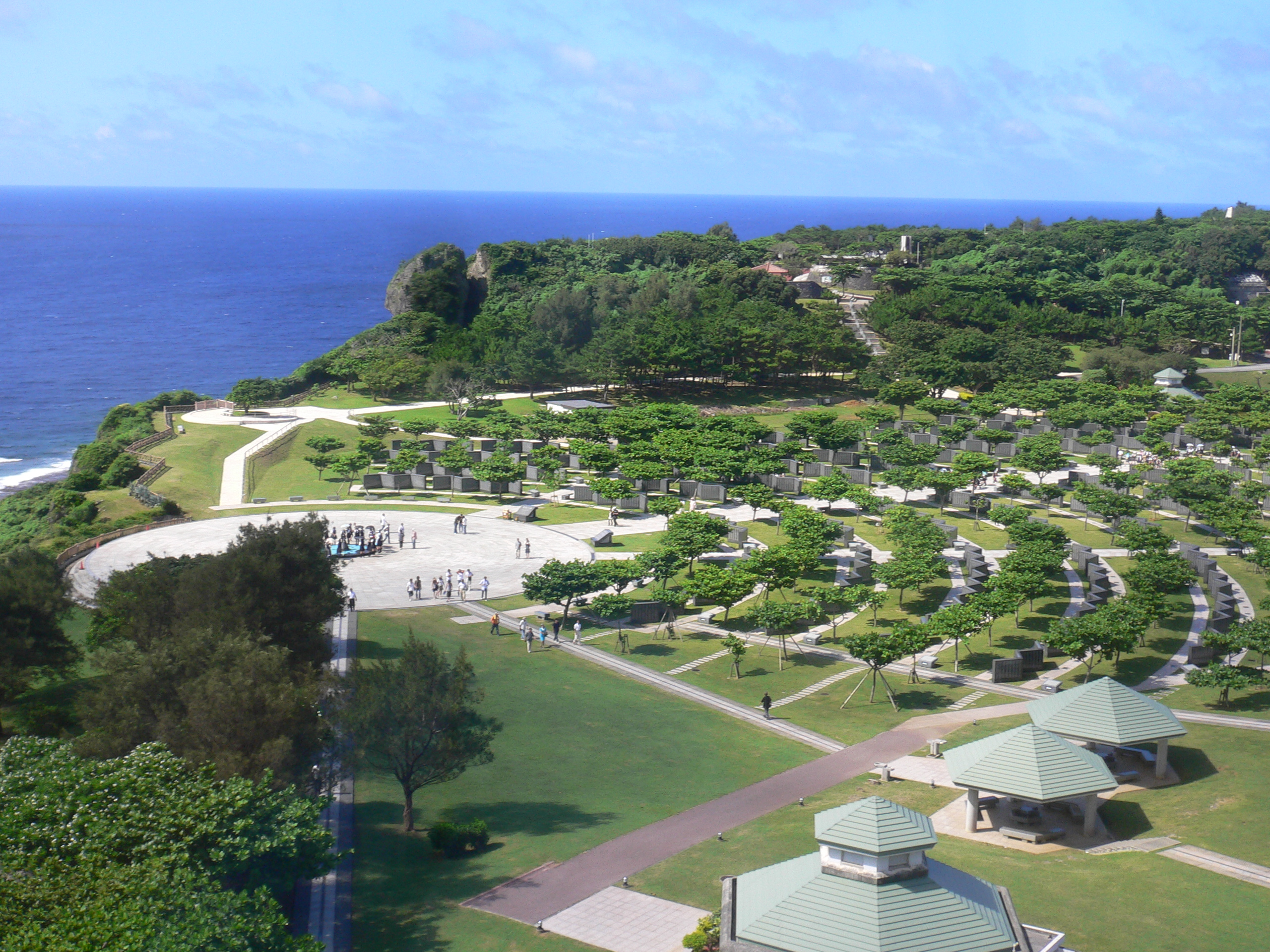
Pietra angolare della Pace
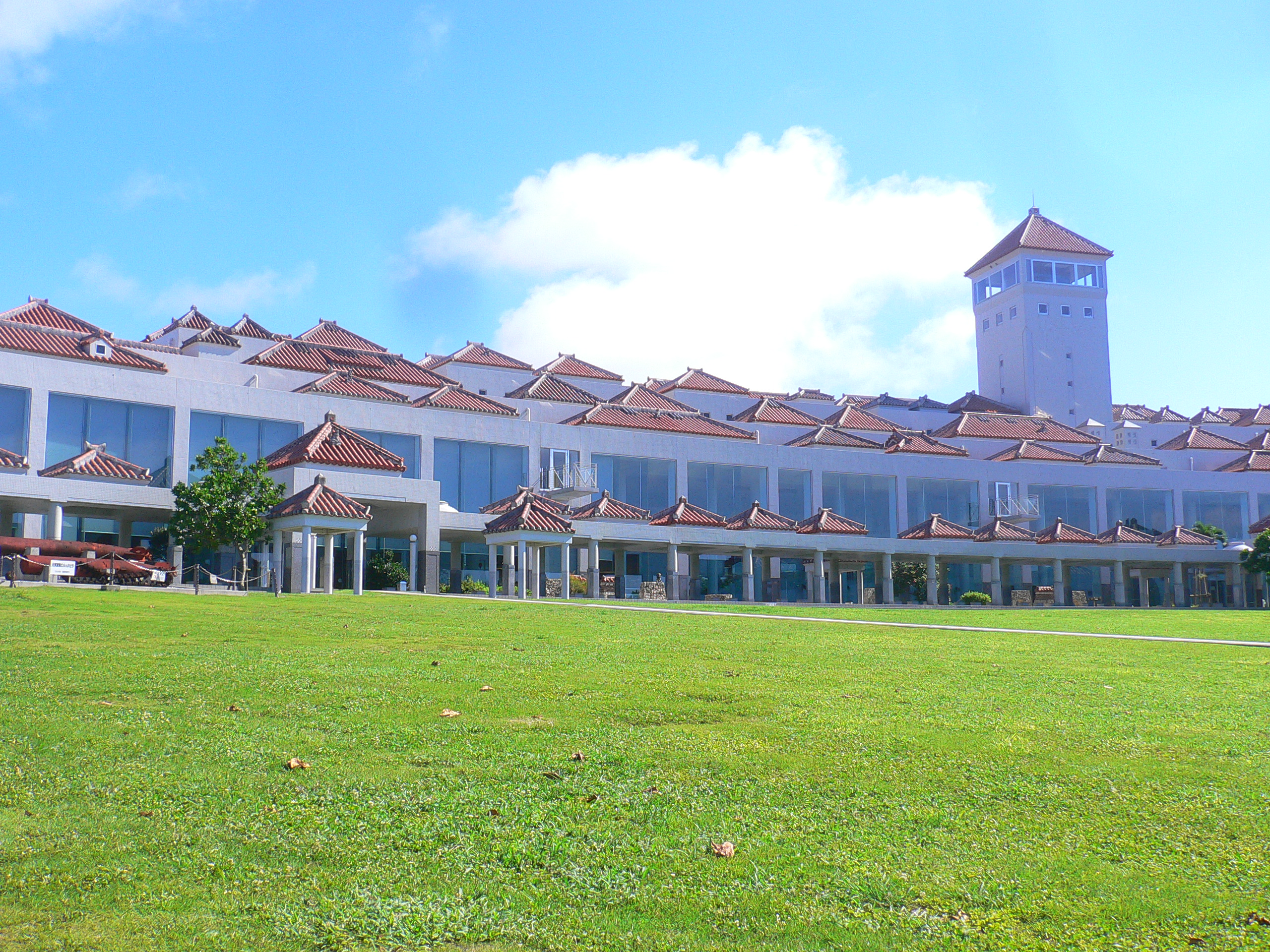
Museo memoriale della Pace
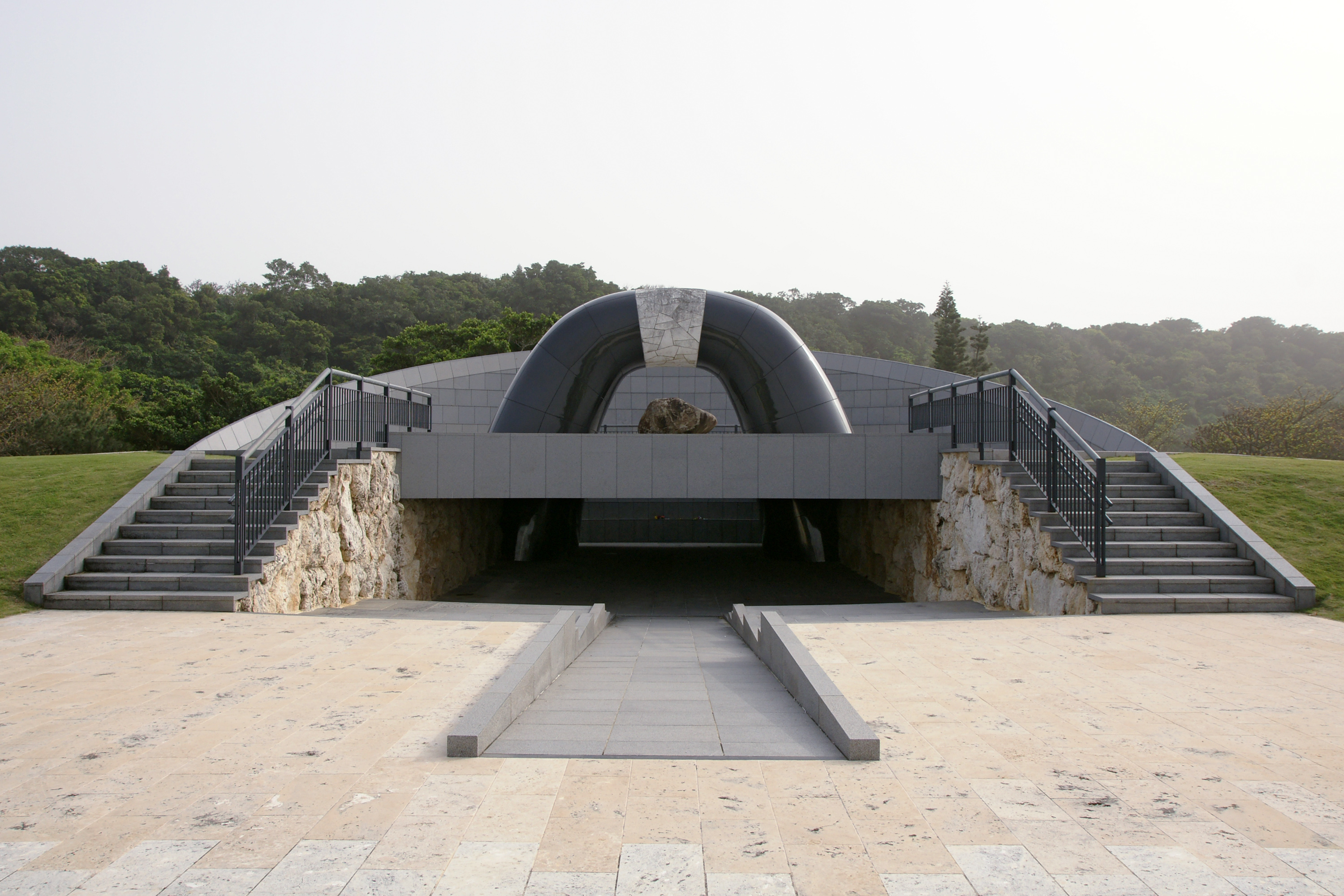
Parco memoriale della Pace
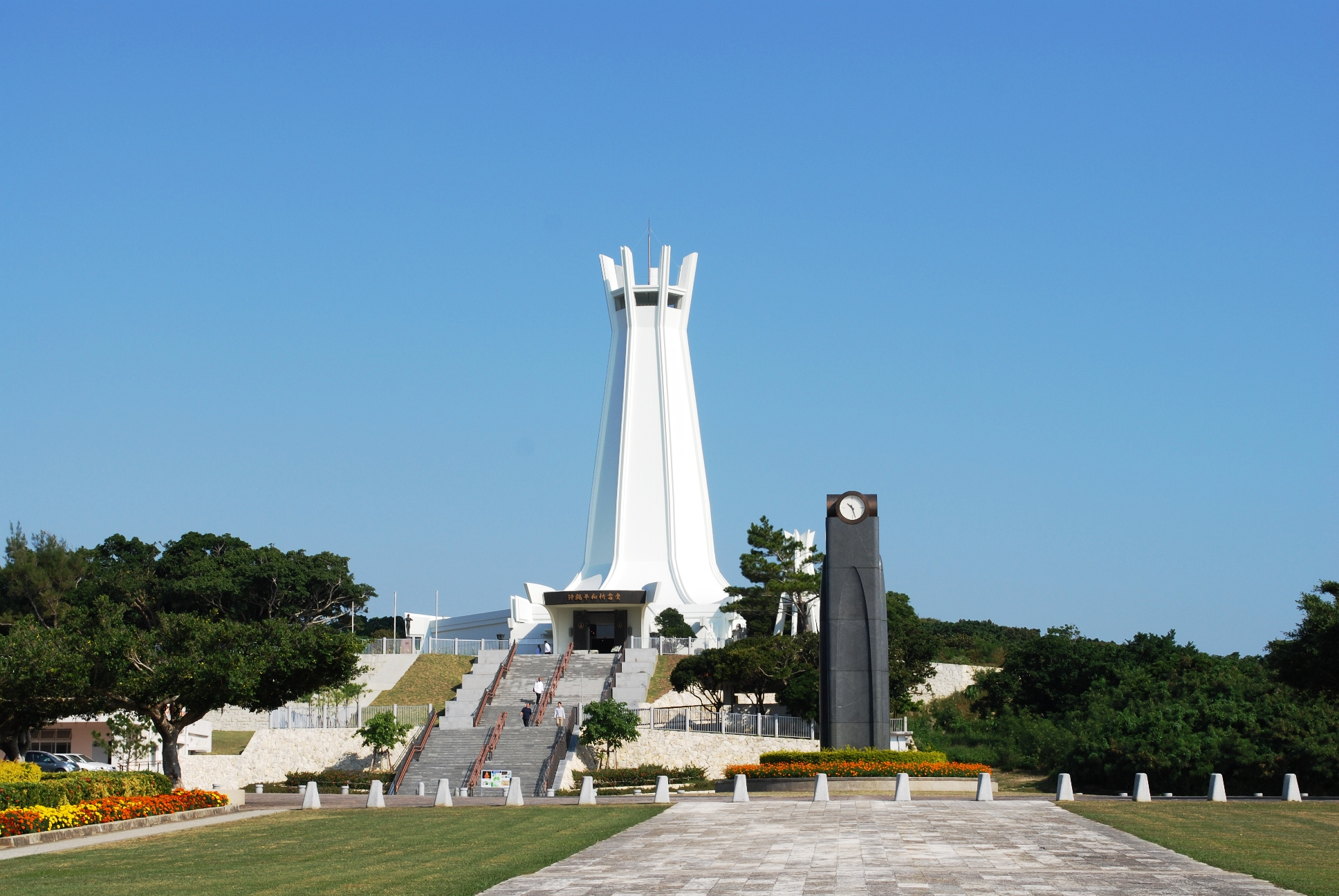
Peace memorial hall
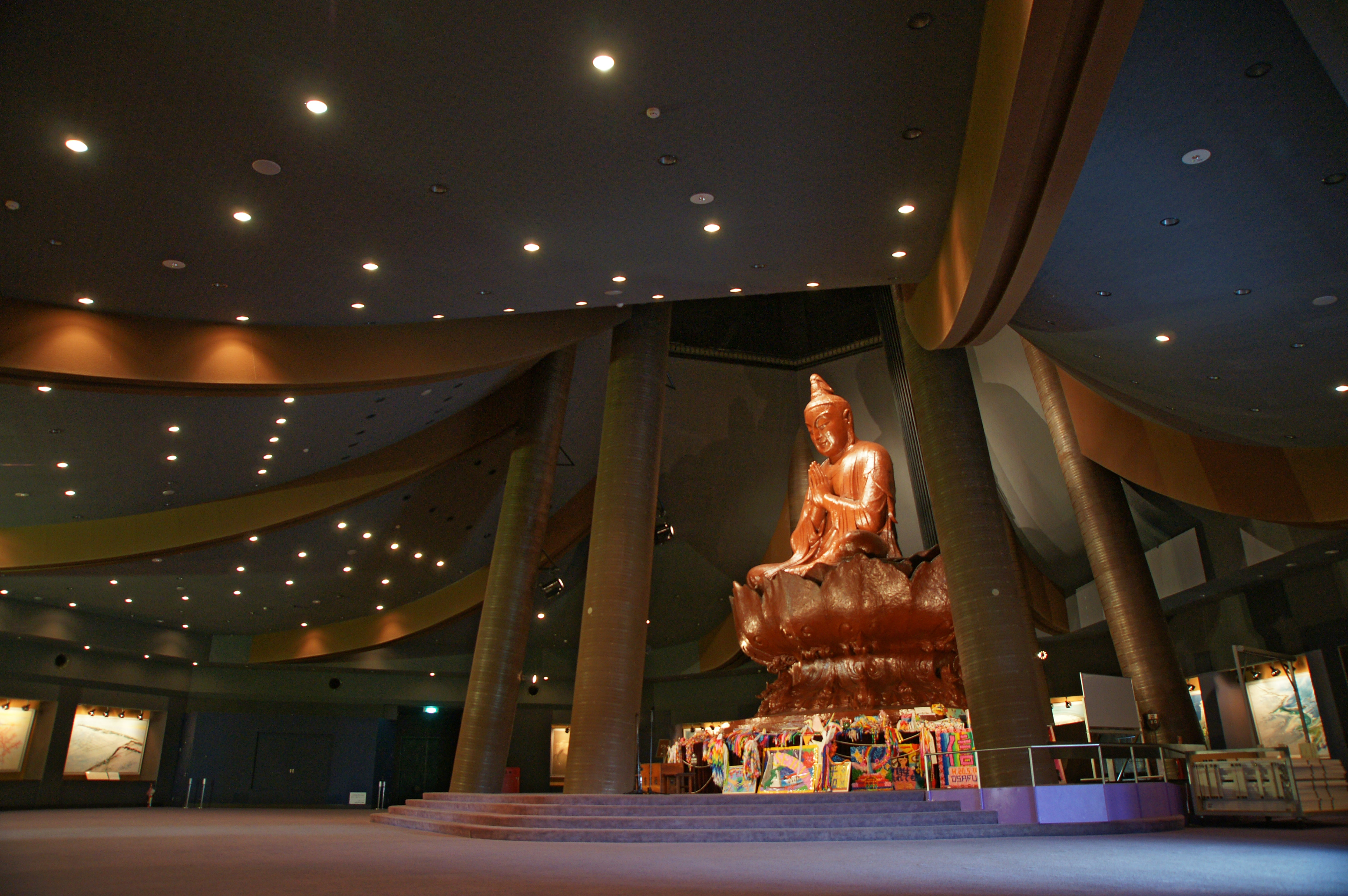
Statua all'interno del Peace memorial hall